# Gudbrandsjuvet
Gudbrandsjuvet je rečna soteska reke Valldøla v občini Fjord (prej Norddal) na Sunnmøreju. Center za obiskovalce in razgledne ploščadi so del nacionalne turistične poti vzdolž okrožne ceste 63 od Geirangerja do Trollstigena. Župnijska cesta 63 prečka reko z mostom čez sotesko. 
Gudbrandov most je suhoziden ločni most, zgrajen leta 1919 kot povezava glavne ceste Valldal-Romsdalen. Kamniti obok je nadomestil stari most (obstajal je leta 1785), stari most je bil dolg 12 komolcev in širok 3 komolce.
Vodnata reka teče med soteskami in gorskimi razpokami in se sooča s precej nepričakovanimi koti, preden teče pod mostom in se potopi v dolino. Žleb je deloma sestavljen iz več velikih lukenj. Vodni objekt je turistična atrakcija, ploščadi in mostovi pa so bili v stenah in tleh zgrajeni iz mešanice stekla in od rje razjedenega železa. Blizu je pokrajinski hotel Juvet s sobami kot ločenimi stavbami na kolih na terenu ob soteski.
Turisti morajo biti previdni, saj so se zgodile nesreče.